# アントン・プフェッファー
アントン・プフェッファー（Anton Pfeffer、1965年8月17日 - ）は、オーストリアの元サッカー選手。元オーストリア代表。ポジションはディフェンダー。

## 来歴
1988年にオーストリア代表デビュー。1990 FIFAワールドカップ・ヨーロッパ予選では全8試合に出場、2大会ぶりのワールドカップ出場権を獲得した。1990 FIFAワールドカップでも2試合に出場した。その後、一時出場機会は減ったものの、1998 FIFAワールドカップ・ヨーロッパ予選では9試合に出場、再び2大会ぶりのワールドカップ出場権を獲得した。1998 FIFAワールドカップではグループステージ全3試合に出場した。1999年までに63試合に出場、1得点をあげた。

## 代表歴

### 出場大会
- オーストリア代表
  - 1990 FIFAワールドカップ
  - 1998 FIFAワールドカップ

### 試合数
- 国際Aマッチ 63試合 1得点（1988年-1999年）[1]

| オーストリア代表 | 国際Aマッチ | 国際Aマッチ |
| 年               | 出場        | 得点        |
| ---------------- | ----------- | ----------- |
| 1988             | 8           | 0           |
| 1989             | 10          | 0           |
| 1990             | 6           | 1           |
| 1991             | 2           | 0           |
| 1992             | 0           | 0           |
| 1993             | 3           | 0           |
| 1994             | 4           | 0           |
| 1995             | 5           | 0           |
| 1996             | 6           | 0           |
| 1997             | 7           | 0           |
| 1998             | 11          | 0           |
| 1999             | 1           | 0           |
| 通算             | 63          | 1           |